# KVM 스위치

KVM 스위치 개념도

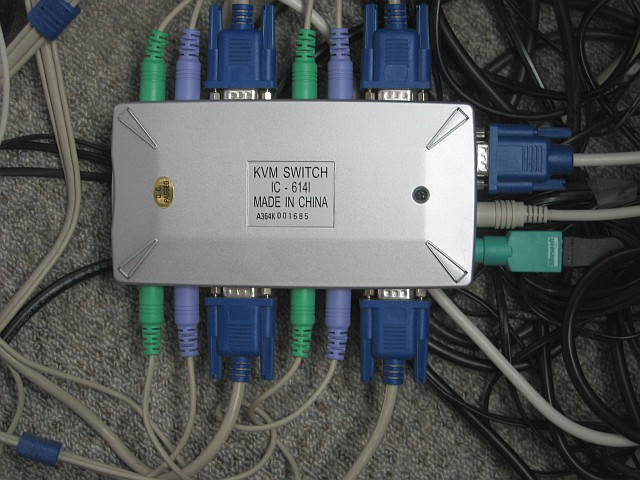
컴퓨터 본체를 4대까지 연결할 수 있는 KVM 스위치

KVM 스위치(KVM switch)는 하나의 키보드, 모니터, 마우스로 두 대 이상의 컴퓨터를 제어할 수 있도록 해 주는 장치이다. KVM은 키보드(Keyboard), 비디오 모니터(Video Monitor), 마우스(Mouse)의 약자이다. 하나의 키보드, 모니터, 마우스에 여러 대의 컴퓨터 본체를 연결한 뒤 KVM 스위치를 이용하여 그 중 한 대의 컴퓨터를 선택하여 제어할 수 있다.

## 종류
- USB 허브 기반 KVM
- 에뮬레이트된 USB KVM
- Semi-DDM USB KVM
- DDM USB KVM

## 필요성
국가정보원, 경찰청 등 정보 보안이 중요한 기관에서 내부망과 외부망을 분리하여 이중으로 운영하는 경우 KVM 스위치를 이용하여 내부망에 접속하는 컴퓨터와 외부망에 접속하는 컴퓨터를 분리하여 이중으로 운영함으로써 효율적으로 업무를 진행할 수 있다. 또한 정보 처리 양이 많아 여러 대의 컴퓨터에서 동시에 업무를 수행해야 할 경우, KVM 스위치를 이용하여 여러 대의 컴퓨터를 연결한 뒤 그 중 첫 번째 컴퓨터에 접속하여 하나의 작업을 지시한 뒤 해당 작업이 완료될 때까지 기다리지 않고 KVM 스위치를 이용하여 다른 컴퓨터에 접속하여 또 다른 작업을 수행할 수 있다.

## 사용법
사용자는 모니터, 키보드, 마우스를 KVM 장치에 연결하고 KVM 장치와 각각의 컴퓨터를 연결한다. KVM 장치의 단추를 이용해서 컴퓨터 간을 왔다갔다 할 수 있다. 이때 KVM 장치는 컴퓨터에서 장치에 전달될 신호를 바꾸어 준다. 최근에는 일정한 키 조합을 입력하면 자동으로 제어권을 바꿀 수 있는 장비도 있다. 몇몇 KVM 장치들은 연결되지 않은 컴퓨터 쪽으로도 신호를 보내기도 한다. 최근 장비들은 USB 장치나 스피커들을 컴퓨터 사이에서 공유할 수 있도록 해 준다.

## 같이 보기
- 콘솔 서버